# Mark Stone (lední hokejista)
Mark William Stone (* 13. května 1992 Winnipeg, Manitoba, Kanada) je kanadský profesionální hokejový hráč, momentálně hrající za tým Vegas Golden Knights v National Hockey League (NHL) na pozici pravé křídlo. Od sezóny 2020/2021 byl vybrán kapitánem v tomto týmu a stal se zároveň i úplně prvním právoplatným kapitánem tohoto týmu. Byl vybrán Ottawou Senators v šestém kole, celkově 178., v draftu 2010.

## Osobní život
Stone se narodil ve Winnipegu v Manitobě rodičům Robovi a Jackie. Navštěvoval Westwood Collegiate. Jeho starší bratr Michael také hraje v NHL jako obránce Calgary Flames. Oba soupeřili proti sobě ve WHL i v Memorial Cupu 2010, když Michael hrál za Calgary Hitmen. Oba hráli proti sobě na úrovni NHL poprvé 31. ledna 2015, kdy Senators porazili Arizonu Coyotes 7:2.

## Hráčská kariéra

### Junior
Po sezóně s Winnipeg Thrashers z Manitoba Midget 'AAA' Hockey League, ve které soutěžil v Telus Cupu 2008, zahájil Stone svou hlavní juniorskou kariéru v týmu Brandon Wheat Kings ve Western Hockey League (WHL) v letech 2008–09. V této sezóně zaznamenal 39 bodů (17 gólů a 22 asistencí) v 56 zápasech a umístil se na 12. místě v bodování nováčků WHL. Během play-off 2009 přidal během 12 zápasů čtyři body (jeden gól a tři asistence).
Následující sezóna mu začala tím, že se Stone umístil v top 50 na několika hlavních průzkumných seznamech pro nadcházející drafty 2010. Utrpení otřesu mozku a zranění palce během sezóny, byl omezen na 28 bodů (11 gólů a 17 asistencí) během 39 zápasů, což mu bránilo v konečném hodnocení žebříčku mezi skauty. Potom už jako zdravý, během play-off, soutěžil v 15 zápasech Wheat Kings, zaznamenal jeden gól a tři asistence.
Ačkoli Wheat Kings byli vyřazeni ve finále konference WHL, postoupili do Memorial Cupu 2010 tím, že byli na začátku roku vybráni jako hostitelský tým. Hrál v semifinále proti Calgary Hitmen, Stone soutěžil naproti svému staršímu bratrovi Michaelovi. Wheat Kings dramaticky porazili Hitmeny a postoupili do finále Memorial Cupu, kde podlehli týmu Windsor Spitfires. Stone neměl v pěti turnajových hrách žádné body. Před startem další sezóny byl vybrán v šestém kole, 178. celkově, Ottawou Senators v draftu roku 2010. V tu dobu byl Stone prozkoumán a popisován, jako hráč s důraznou sílou vpřed, ale i se slabým bruslením.
Cory Clouston, hlavní trenér Senators z prvního Stoneova tréninkového kempu s týmem, byl propuštěn a stal se novým trenérem Wheat Kings. Chválil Stonea jako inteligentního hokejisty a za zlepšení jeho základní síly z předchozího roku.
Stone zakončil svou juniorskou kariéru po sezóně 2011–12 tím, že byl jmenován vítězem Brad Hornung Trophy jako nejsportovnější hráč WHL, poté, co dokončil sezónu jako druhý hráč, na pozici centr, v této sezóně WHL se 123 body a dostal se do All-Star týmu Východní konference.

### Profesionální

#### Ottawa Senators
20. dubna 2012 Ottawa Senators oznámila, že se Stone připojí k týmu a pravděpodobně by debutoval v NHL pro Senators 21. dubna v 5. zápase osmifinále play-off proti New York Rangers. Stone skutečně hrál a zaznamenal asistenci na vítězný gól Jasona Spezzy. Stone debutoval v základní části NHL téměř o rok později, 6. března 2013, proti Torontu Maple Leafs. Svůj první gól v NHL vstřelil 4. ledna 2014 proti Carey Priceovi z Montrealu Canadiens. Stone dokázal získat za sezónu 2013–14 v Ottawě i na jejich ’’farmě’’ v soutěži American Hockey League (AHL), v týmu Binghamton Senators, celkem 19 gólů a 30 asistencí za 56 zápasů.
V sezóně 2014–15 hrál v útočné formaci nováčků týmu, v tzv. Kid Line po boku Mika Hoffmana a Curtise Lazara. 7. listopadu 2014, Stone oznámil fanouškům Senators, že zůstane v klubu NHL po zbytek sezóny. V této sezóně NHL dokázal zaznamenat za 86 zápasů celkem 26 gólů a 42 asistencí a jako nejlepší nováček NHL obdržel zmínku, jako kandidát Calder Memorial Trophy.
15. dubna, v prvním zápase osmifinále play-off, v duelu s Montrealem Canadiens, Mark Stone utrpěl zlomeninu zápěstí v důsledku seknutí do zápěstí od hráče Montrealu P.K. Subbanem. Ve výsledku byl Subban posouzen jako pětiminutový trest do konce utkání, ale vyhnul se disciplinárnímu trestu od komise. Navzdory zranění se Stone objevil ve všech sezonních zápasech senátorů proti Canadiens a v šesti hrách dosáhl čtyř asistencí, i když senátoři nakonec sérii prohráli.
Přesto, že vynechal většinu sezóny 2017–18 se zraněními, Stone měl za sebou úspěšný rok s 62 body v 58 hrách. Nicméně, neschopný vyrovnat se se senátory o nové smlouvě, Stone podal žalobu na arbitráž a nakonec mu bylo uděleno prodloužení o jeden rok, které by z něj udělalo neomezeného volného hráče v následující offseason.

#### Vegas Golden Knights
V obchodním termínu v roce 2019, po dlouhých spekulacích a poté, co se nedokázal dohodnout na prodloužení smlouvy se Senators, byl Stone vyměněn do Vegas Golden Knights spolu s Tobiasem Lindbergem výměnou za Erika Brannstroma, Oscara Lindberga a výběr z druhého kola vstupní draft NHL pro rok 2020.
8. března 2019 oficiálně podepsal osmileté prodloužení smlouvy o 76 milionů USD (včetně 48 milionů USD na podepsání bonusů), aby zůstal ve Vegas. Stone dokončil sezónu jako lídr ligy s 122 body. Pro svou vynikající oboustrannou hru během pravidelné sezóny byl Stone nominován na Frank J. Selke Trophy, jako nejlepší defenzivního útočníka ligy, spolu s Patrice Bergeronem z Boston Bruins a Ryanem O'Reillym ze St. Louis Blues.
13. ledna 2021 byl Stone jmenován prvním kapitánem v historii Vegas Golden Knights.

## Mezinárodní kariéra
Stone byl vybrán do juniorské reprezentace Kanady pro rok 2012 na domácím Mistrovství světa juniorů, které se konalo v Albertě. Turnaj zahájil hattrickem a asistencí v první soutěži, vítězstvím 8–1 proti Finsku, a následně byl jmenován kanadským hráčem hry. Poté, co Kanada prohrála semifinálový duel proti Rusku, porazila Finsko a získala bronzovou medaili. V tomto turnaji, kde dokázal uspořádat 7 gólů a 3 asistence, byl Stone jmenován jedním ze tří nejlepších kanadských hráčů, jak je vybrali trenéři.
29. dubna 2019 byl Stone jmenován do soupisky týmu Kanady pro mistrovství světa IIHF 2019 konané na Slovensku. 10. května 2019 byl spolu se Seanem Couturierem jmenován náhradním kapitánem. V den svých 27. narozenin se mu podařilo, v zápase v základních skupinách se Slovenskem, svým gólem v čase 59:58, rozhodnout zápas Kanady proti Slovensku ve prospěch Kanady, kde nakonec dokázala Kanada v tomto zápase vyhrát 6:5. Stone pomohl Kanadě postoupit do play-off, poté prohrál finále s Finskem 1:3 (stejně jako ve skupinových fází) a skončili se stříbrnou medailí na druhém místě. Stone dokončil turnaj společně s Anthony Manthou se 14 body v 10 hrách a byl médii jmenován nejužitečnějším hráčem turnaje.

## Ocenění a úspěchy
- 2011 WHL - Východní První All-Star Tým
- 2012 MSJ - Nejlepší hráč na vhazování
- 2012 MSJ - Nejlepší hráč v pobytu na ledě (+/-)
- 2012 MSJ - Top tří hráčů v týmu
- 2012 CHL - Sportovec roku
- 2012 WHL - Východní První All-Star Tým
- 2012 WHL - Nejlepší hráč v pobytu na ledě (+/-)
- 2012 WHL - Trofej Brad Hornung
- 2015 NHL - All-Rookie Tým
- 2015 NHL - Nejproduktivnější nováček
- 2019 MS - All-Star Tým
- 2019 MS - Nejlepší střelec
- 2019 MS - Nejužitečnější hráč
- 2019 MS - Top tří hráčů v týmu
- 2022 NHL - All-Star Game

## Prvenství
- Debut v NHL - 21. dubna 2012 (New York Rangers proti Ottawa Senators)
- První asistence v NHL - 21. dubna 2012 (New York Rangers proti Ottawa Senators)
- První gól v NHL - 4. ledna 2014 (Montreal Canadiens proti Ottawa Senators, kanadskému brankáři Carey Price)
- První hattrick v NHL - 14. dubna 2019 (Vegas Golden Knights proti San Jose Sharks)

## Klubová statistika
| Sezóna      | Klub                 | Soutěž      |     | Základní část | Základní část | Základní část | Základní část | Základní část |    | Play off | Play off | Play off | Play off | Play off |
| Sezóna      | Klub                 | Soutěž      | Z   | G             | A             | B             | TM            | Z             | G  | A        | B        | TM       |          |          |
| 2008–09     | Brandon Wheat Kings  | WHL         | 56  | 17            | 22            | 39            | 27            | 12            | 1  | 3        | 4        | 4        |          |          |
| 2009–10     | Brandon Wheat Kings  | WHL         | 39  | 11            | 17            | 28            | 25            | 15            | 1  | 3        | 4        | 4        |          |          |
| 2010–11     | Brandon Wheat Kings  | WHL         | 71  | 37            | 69            | 106           | 28            | 6             | 1  | 9        | 10       | 4        |          |          |
| 2011–12     | Brandon Wheat Kings  | WHL         | 66  | 41            | 82            | 123           | 22            | 8             | 2  | 4        | 6        | 6        |          |          |
| 2011–12     | Ottawa Senators      | NHL         | —   | —             | —             | —             | —             | 1             | 0  | 1        | 1        | 0        |          |          |
| 2012–13     | Binghamton Senators  | AHL         | 54  | 15            | 23            | 38            | 14            | 3             | 1  | 2        | 3        | 0        |          |          |
| 2012–13     | Ottawa Senators      | NHL         | 4   | 0             | 0             | 0             | 2             | 1             | 0  | 0        | 0        | 0        |          |          |
| 2013–14     | Binghamton Senators  | AHL         | 37  | 15            | 26            | 41            | 6             | 4             | 1  | 3        | 4        | 0        |          |          |
| 2013–14     | Ottawa Senators      | NHL         | 19  | 4             | 4             | 8             | 4             | —             | —  | —        | —        | —        |          |          |
| 2014–15     | Ottawa Senators      | NHL         | 80  | 26            | 38            | 64            | 14            | 6             | 0  | 4        | 4        | 2        |          |          |
| 2015–16     | Ottawa Senators      | NHL         | 75  | 23            | 38            | 61            | 38            | —             | —  | —        | —        | —        |          |          |
| 2016–17     | Ottawa Senators      | NHL         | 71  | 22            | 32            | 54            | 25            | 19            | 5  | 3        | 8        | 20       |          |          |
| 2017–18     | Ottawa Senators      | NHL         | 58  | 20            | 42            | 62            | 10            | —             | —  | —        | —        | —        |          |          |
| 2018–19     | Ottawa Senators      | NHL         | 59  | 28            | 34            | 62            | 22            | —             | —  | —        | —        | —        |          |          |
| 2018–19     | Vegas Golden Knights | NHL         | 18  | 5             | 6             | 11            | 5             | 7             | 6  | 6        | 12       | 2        |          |          |
| 2019–20     | Vegas Golden Knights | NHL         | 65  | 21            | 42            | 63            | 27            | 20            | 7  | 10       | 17       | 6        |          |          |
| 2020–21     | Vegas Golden Knights | NHL         | 55  | 21            | 40            | 61            | 28            | 19            | 5  | 3        | 8        | 0        |          |          |
| 2021–22     | Vegas Golden Knights | NHL         | 37  | 9             | 21            | 30            | 8             | —             | —  | —        | —        | —        |          |          |
| 2022–23     | Vegas Golden Knights | NHL         | 43  | 17            | 21            | 38            | 10            | 22            | 11 | 13       | 24       | 8        |          |          |
| 2023–24     | Vegas Golden Knights | NHL         | 56  | 16            | 37            | 53            | 22            | 7             | 3  | 0        | 3        | 2        |          |          |
| NHL celkově | NHL celkově          | NHL celkově | 640 | 212           | 355           | 567           | 215           | 102           | 37 | 40       | 77       | 40       |          |          |

## Reprezentace
| Rok                       | Tým                       | Soutěž                    | Z  | G  | A  | B  | TM |
| ------------------------- | ------------------------- | ------------------------- | -- | -- | -- | -- | -- |
| 2009                      | Kanada - Západ 17         | WHC-17                    | 6  | 2  | 5  | 7  | 0  |
| 2012                      | Kanada 20                 | MSJ                       | 6  | 7  | 3  | 10 | 2  |
| 2016                      | Kanada                    | MS                        | 10 | 4  | 6  | 10 | 6  |
| 2019                      | Kanada                    | MS                        | 10 | 8  | 6  | 14 | 0  |
| Juniorská kariéra celkově | Juniorská kariéra celkově | Juniorská kariéra celkově | 12 | 9  | 8  | 17 | 2  |
| Seniorská kariéra celkově | Seniorská kariéra celkově | Seniorská kariéra celkově | 20 | 12 | 12 | 24 | 6  |